# Yabucoa
Yabucoa è una città di Porto Rico situata sulla costa sud-orientale dell'isola. L'area comunale confina a nord con Las Piedras e Humacao, a sud con Maunabo e a ovest con Patillas e San Lorenzo. È bagnata a est dalle acque dello stretto di Vieques, che collega il Mar dei Caraibi con l'oceano Atlantico. Il comune, che fu fondato nel 1793 il 3 ottobre, quando Don Manuel Colón de Bonilla e sua moglie, Donna Catalina Morales Pacheco, hanno donato le terre al popolo, oggi conta una popolazione di quasi 40 000 abitanti  ed è suddiviso in 10 circoscrizioni (barrios).